# Rasm al-Mufakkar
Rasm al-Mufakkar (arab. رسم المفكر) – wieś w Syrii, w muhafazie Aleppo. W 2004 roku liczyła 
834 mieszkańców.